# 一大会址·黄陂南路站
一大会址·黄陂南路站位于中华人民共和国上海市黄浦区淮海中路与马当路交叉口地下，是上海地铁1号线与14号线的地铁换乘站。本站由上海市隧道设计院设计。1号线与14号线车站位于上海繁华的淮海中路，周围的商业、办公大楼為數眾多，车站使用量十分高。本站原名黃陂南路站，2021年6月20日，因應中国共产党成立100周年庆祝活动，本站同新天地站一道，增加了「一大會址」的冠名。。

## 车站结构

### 車站樓層
| 地面层   | 出入口             | 1-7出入口                        |                    |                    |
| 地下一层 | 14号线站厅         | 票务服务、自动售票机、人工服务台 |                    |                    |
|          | 1号线站厅          | 票务服务、自动售票机、人工服务台 |                    |                    |
| 地下二层 | 侧式站台，右侧开门 | 侧式站台，右侧开门               | 侧式站台，右侧开门 | 侧式站台，右侧开门 |
|          | ③站台              | █ 14号线 往封浜（静安寺）        |                    |                    |
|          |                    | █ 14号线 存车线                  |                    |                    |
|          | ④站台              | █ 14号线 往桂桥路（大世界）      |                    |                    |
|          | 侧式站台，右侧开门 |                                  |                    |                    |
|          |                    | █ 1号线 往莘庄（陕西南路）       |                    |                    |
|          | 岛式站台，左侧开门 |                                  |                    |                    |
|          |                    | █ 1号线 往富锦路（人民广场）     |                    |                    |

### 车站出口
一大会址·黄陂南路站共有8个出入口，其中1-3号口连通1号线站厅，4-7号口连通14号线站厅，另在1号线车站东北侧还有一个出口通往上海K11，近1号出口设地下连通道通向毗邻的中环广场，近2号出口设地下连通道通向毗邻的新天地广场，各出入口如下所示：
| 出口编号            | 出口指示                     | 照片           |
| 连通 1号线站厅      | 连通 1号线站厅               | 连通 1号线站厅 |
| ------------------- | ---------------------------- | -------------- |
| 1 · 出口            | 淡水路，淮海中路             |                |
| 2 · 出口            | 淮海中路，黄陂南路，一大会址 |                |
| 3 · 出口 · （设有） | 马当路，淮海中路             |                |
| 连通 14号线站厅     |                              |                |
| 4 · 出口            | 金陵西路，宁海西路，连云路   |                |
| 5 · 出口            | 金陵中路，黄陂南路           |                |
| 6 · 出口            | 金陵西路，马当路             |                |
| 7 · 出口 · （设有） | 重庆中路，长乐路，淡水路     |                |
| 图例： 设有 \| 设有 |                              |                |

## 周边
- 上海K11
- 中環廣場
- 瑞安广场
- 尚贤坊
- 香港广场
- 力宝广场
- 淮海公园
- 延中绿地
- 新天地
- 太平桥公园
- 中共一大会址